# In the Heat of Fire
In the Heat of Fire (engelska: Point of Origin) är en amerikansk långfilm från 2002 i regi av Newton Thomas Sigel, med Ray Liotta, John Leguizamo, Colm Feore och Cliff Curtis i rollerna.

## Handling
En utredare av mordbränder letar efter den skyldige till en rad mordbränder i Kalifornien under 1980-talet.

## Om filmen
Filmen bygger på en verklig händelse.

## Rollista
| Ray Liotta        | – John Orr      |
| John Leguizamo    | – Keith Lang    |
| Colm Feore        | – Mike Matassa  |
| Cliff Curtis      | – Mike Camello  |
| Bai Ling          | – Wanda Orr     |
| Illeana Douglas   | – Kate          |
| Ronny Cox         | – Chief Gray    |
| Mike Camello      | – Glen Lucero   |
| Nora Zehetner     | – Trish         |
| Sophia Bush       | – Carrie Orr    |
| Sandra Lee Gimpel | – Stella Cove   |
| Miles Schneider   | – Kenny         |
| Ingrid Rogers     | – Ambria        |
| Maree Cheatham    | – Gabby Finn    |
| Graham Beckel     | – Clarence Hyde |